# Villaggio Santa Barbara
Il villaggio Santa Barbara, localmente noto come Terrapelata (Terrapilatu in siciliano), è una frazione del comune di Caltanissetta.
Si trova a pochi chilometri a est di Caltanissetta, lungo la strada statale 122 Agrigentina per Enna, e si sviluppa su una pianta a "L", le cui direttrici principali sono via del Minatore, parallela alla statale, e corso Italia, perpendicolare.
Nelle vicinanze della frazione, si trova la zona archeologica di Sabucina, posta sulla montagna omonima e in una posizione di dominio della vallata del fiume Salso.

## Geografia fisica
Il territorio della frazione è caratterizzato dalla presenza di maccalube, dei vulcani di fango che rendono geologicamente instabile il territorio. Il fenomeno delle maccalube di Terrapelata è noto da almeno due secoli, ed è stato registrato tra gli altri dall'abate nisseno Salvatore Li Volsi (1797-1834), esperto in scienze naturali ed agrarie, autore dello scritto Sul vulcano aereo di Terrapilata in Caltanissetta, riferendo di fenomeni analoghi avvenuti dal 1783 al 1823, associandoli a dissesti su vasta scala. Eventi esplosivi si sono poi susseguiti nel tempo, fino al più importante mai registrato, avvenuto nel 2008.

## Origine del nome
La località su cui sorge la frazione è chiamata Gibara o Cibbaria e presumibilmente deriva dall'arabo gib’al ran’, "collina del podere", ma è comunemente nota con il nome di Terrapelata, per via della presenza dei tipici vulcanelli di argilla chiamati maccalube che impediscono la crescita di vegetazione. Costruito con il nome di quartiere Capinto, dal nome di un tecnico minerario morto sul lavoro, negli anni cinquanta mutò il nome nell'odierno "villaggio Santa Barbara" in onore della santa protettrice dei minatori, ma localmente ci si continua a riferire al villaggio con il nome di "Terrapelata".

## Storia

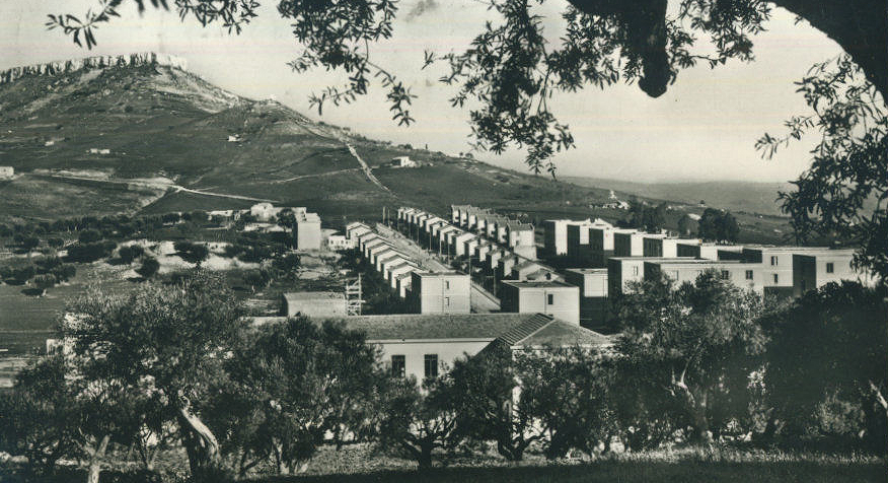
Antica veduta del villaggio; sullo sfondo il monte Sabucina.

Fu il maggiore dei quattro villaggi previsti e costruiti negli anni quaranta in prossimità dei principali bacini minerari della Sicilia volti a dare una sistemazione dignitosa ai minatori e alle loro famiglie; gli altri furono il villaggio Mosè ad Agrigento, il villaggio Albavilla a Lercara Friddi e il villaggio Cantiere a Villarosa. Si trattava di progetti sperimentali caratterizzati da abitazioni isolate, pluripiano e plurifamiliari, e da particolari soluzioni urbanistiche, tra cui ampia viabilità.
Il luogo su cui far sorgere il quartiere Capinto, prima denominazione della frazione, fu individuato in una zona detta Terrapelata, caratterizzata dalla presenza di vulcanelli di argilla chiamati maccalube, a circa 4 km a est di Caltanissetta, sulla strada statale per Capodarso ed Enna – oggi via Xiboli – che conduceva alle principali miniere del bacino minerario della Valle dell'Imera: Gessolungo, Juncio-Tumminelli, Iumentaro, Saponaro, Stretto e Trabonella.

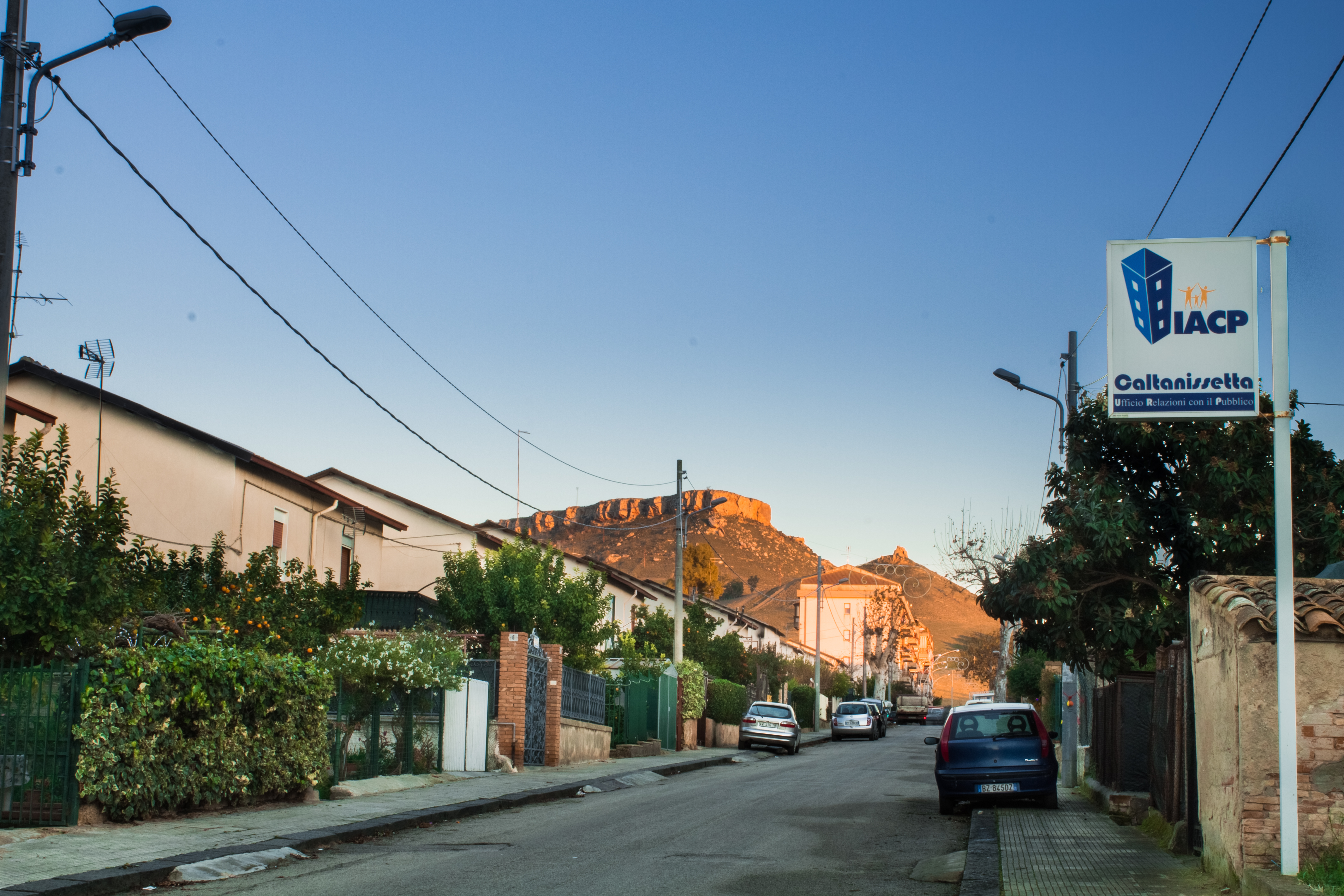
Via del Minatore

Le prime abitazioni, a due elevazioni e dotate di un piccolo giardinetto, furono costruite nel 1940 dall'Istituto Fascista Autonomo per le Case Popolari della provincia di Caltanissetta lungo la strada statale, ma a causa degli eventi bellici, l'intero villaggio non venne completato prima del 1952. Nel frattempo la gestione fu affidata all'Ente nazionale zolfi italiani, che aveva provveduto a consegnare tutti i 152 alloggi di cui era costituito il villaggio; negli anni cinquanta vi costruì un centro direzionale a sud-ovest del villaggio, con magazzini e officine, che sarà dismesso e abbandonato durante gli anni novanta. Nella seconda metà degli anni cinquanta vennero inoltre realizzate le palazzine a tre elevazioni destinate ai dirigenti, la scuola (1955) e la chiesa (1957).

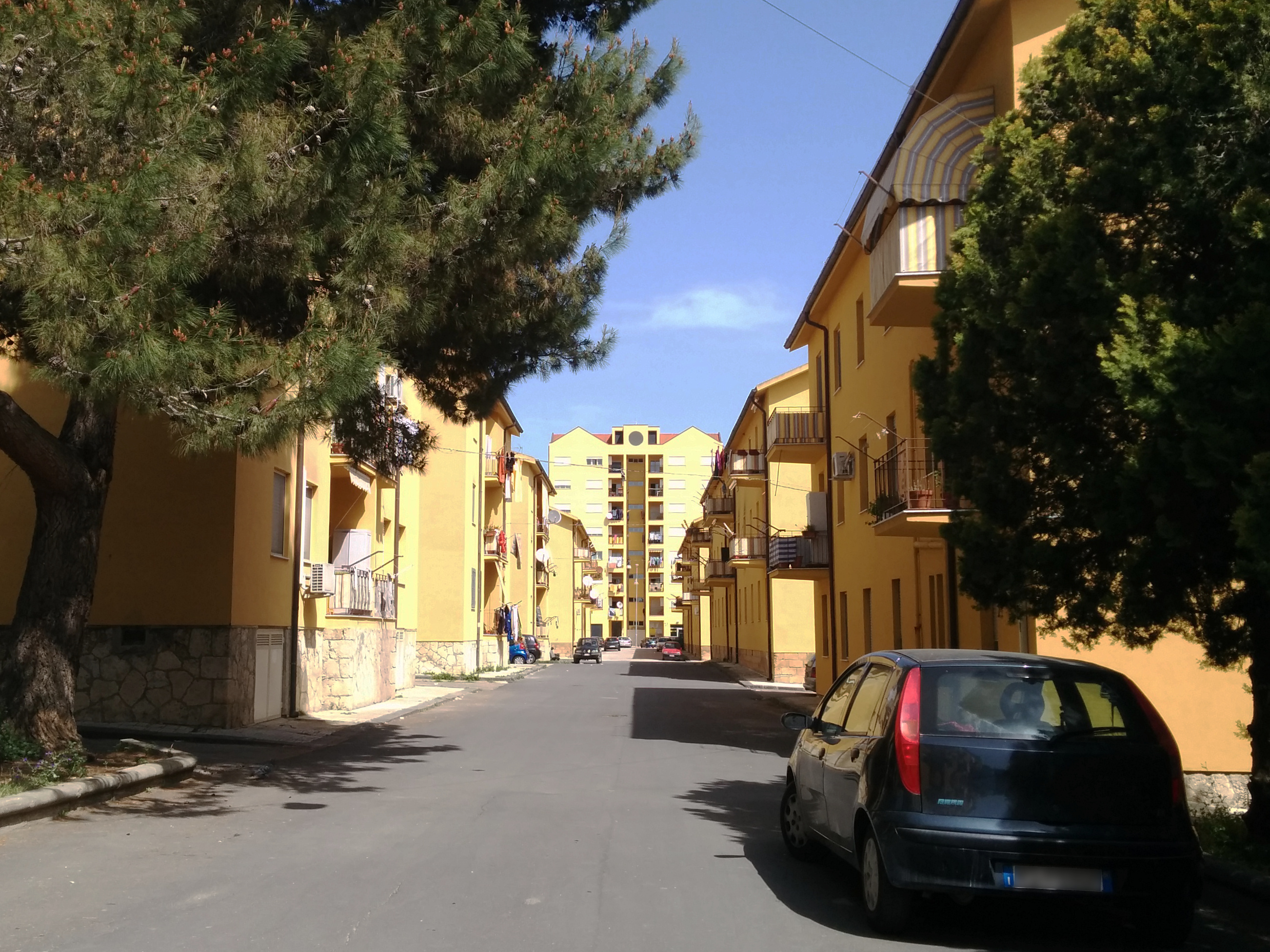
Alcune delle palazzine costruite a partire dagli anni sessanta; sullo sfondo una delle torri realizzate negli anni 2010.

A partire dal 1963 il villaggio è stato notevolmente ampliato a valle della chiesa tramite la costruzione, da parte dell'Istituto Autonomo Case Popolari (IACP), di 35 palazzine a tre piani lungo l'asse di corso Italia, perpendicolare alla via Xiboli e all'impianto originario; costruite con tetti piani, nel 2005 sono state oggetto di lavori di ristrutturazione che le hanno dotate di tetti a falde. Negli anni settanta furono realizzati gli edifici della scuola media e successivamente dell'asilo. Contemporaneamente, il comune costruì un impianto sportivo di atletica nelle immediate adiacenze dell'area dei vulcanelli che tuttavia fu presto interessato dai violenti movimenti geologici della zona, con il conseguente dissesto delle strutture, che vennero immediatamente abbandonate.
Negli anni seguenti il quartiere crebbe ancora con la costruzione di alcuni condomini, in parte dello IACP, in parte privati, che portarono la popolazione a circa 2 500 abitanti; negli anni 2010 lo IACP realizzò due "torri" residenziali di dodici piani, in forte contrasto con la tipologia edilizia esistente.

### Le eruzioni delle maccalube

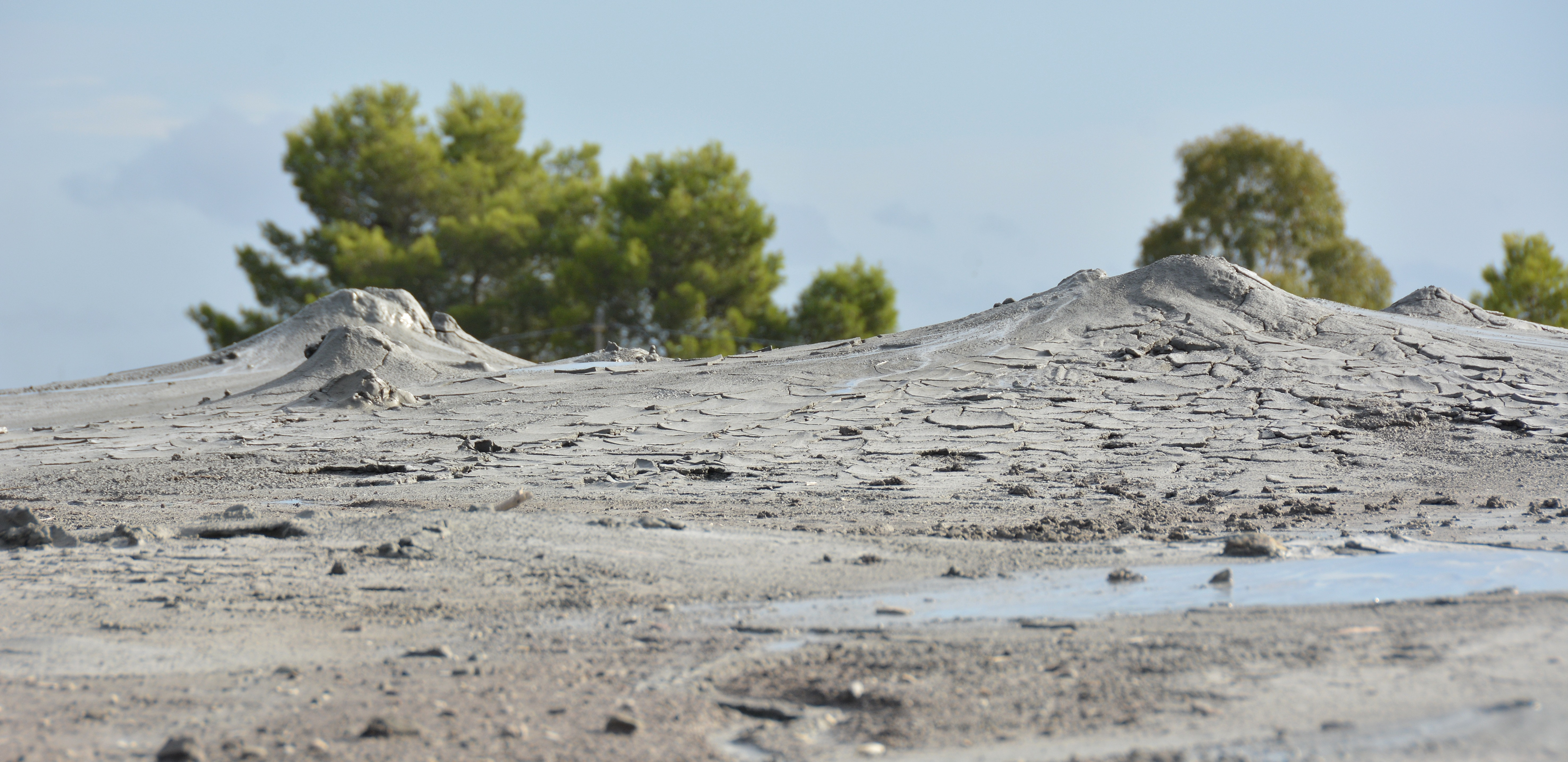
Le maccalube di Terrapelata nel 2014

La presenza delle maccalube ha causato nel tempo diversi eventi esplosivi. Oltre a quelli registrati dall'abate Li Volsi tra il 1783 e il 1823, se ne ha traccia ad esempio tra gli anni trenta e quaranta, fino alla notte tra il 14 e 15 febbraio del 2002, anche in quel caso con danneggiamenti a nord del villaggio, in corrispondenza della strada che conduce alla solfara Gessolungo. Ma il fenomeno più importante fra quelli registrati, sia per fuoriuscita di materiale argilloso (circa 20.000 m³), sia soprattutto per il concomitante dissesto di edifici civili e industriali nell'abitato orientale di Caltanissetta, distante dai vulcanelli più di due chilometri è quello avvenuto la mattina dell'11 agosto 2008.
L'intervento della protezione civile ha accertato un generale sollevamento dell'area nota come "i vulcanelli", con l'apertura di solchi di grandezza variabile da alcuni centimetri al metro, ed una serie di lineazioni che hanno causato gravi danni agli impianti produttivi artigianali e piccolo-industriali, ai piazzali delle villette, ai muri di sostegno, ai servizi a rete e alle strutture di edifici; addirittura in una zona periferica del centro abitato distante circa 2,5 km dalla zona dei Vulcanelli, con lo sgombero iniziale di circa 18 unità abitative, che ha infine interessato 135 famiglie e 373 persone. Alle 16:52 dello stesso giorno si è poi verificato un evento parossistico di eruzione di fango, gas ed acqua di notevoli proporzioni (fino a 30 m di altezza), della durata di 7 minuti, che ha accentuato i fenomeni fessurativi della mattina. La situazione si è normalizzata il 18 agosto, con la fine dei fenomeni esplosivi.

## Eventi
Ogni anno, per Natale e per l'Epifania, si teneva un presepe vivente all'interno di un piccolo parco costruito appositamente per esso. Non viene più praticato dal 2008 a causa dell'eruzione delle maccalube che distrusse il sito.